# Torre Val de San Pedro
Torre Val de San Pedro település Spanyolországban, Segovia tartományban. Torre Val de San Pedro Lozoya, Pinilla del Valle, Collado Hermoso, Pelayos del Arroyo, Santiuste de Pedraza, Aldealengua de Pedraza és Navafría községekkel határos. Lakosainak száma 180 fő (2024).

## Népesség
A település népessége az elmúlt években az alábbi módon változott:
| Lakosok száma | 184  | 191  | 192  | 194  | 203  | 193  | 188  | 184  | 193  | 180  |
|               | 2001 | 2004 | 2007 | 2009 | 2012 | 2014 | 2017 | 2019 | 2022 | 2024 |